# 156 aC
El 156 aC  va ser un any del calendari romà prejulià. Durant la República i l'Imperi Romà es coneixia com l'Any del Consolat de Llop i Fígul o també any 598 Ab urbe condita o de la fundació de la ciutat). L'ús del nom «156 aC» per referir-se a aquest any es remunta a l'alta edat mitjana, quan el sistema Anno Domini va ser el mètode de numeració dels anys més comú a Europa.

## Esdeveniments

### Àsia menor
- Àtal II de Pèrgam és atacat per Prúsies II rei de Bitínia i ha de demanar ajuda a Roma i als seus aliats Ariarates V i Mitridates IV del Pont. Prúsies surt victoriós inicialment i derrota a Àtal en una gran batalla. Àtal fuig cap a Pèrgam on queda assetjat, però Prúsies no pot ocupar la ciutat.[2]

### Antiga Roma
- Aquest any són elegits cònsols Luci Corneli Lèntul Llop i Gai Marci Fígul.[3]
- Fígul obté com a província potser Il·líria o Dalmàcia que estaven en guerra. Després d'algunes derrotes inicials, a la campanya de l'hivern aconsegueix derrotar els dàlmates ocupant primer les seves viles menors i finalment la capital Delminium.[4]

## Naixements
- Wu Han, emperador de la Xina durant la dinastia Han (mort l'any 87 aC).[5]